# Юэ, Кристобаль
Кристоба́ль Юэ́ (фр. Cristobal Huet; род. 3 сентября 1975, Сен-Мартен-д’Эр) — французский хоккеист, вратарь. Прозвище — «Стена Кристо» (англ. Cristo-Wall).

## Биография
Начинал карьеру в команде «Брюлёр де Лу» из Гренобля, затем выступал в Швейцарии за «Лугано». 
На драфте НХЛ 2001 года был выбран в 7-м раунде под общим 214-м номером командой «Лос-Анджелес Кингз». 26 июня 2004 года обменян в «Монреаль Канадиенс». Затем перешёл в «Вашингтон Кэпиталз», а в 2008 году подписал контракт с «Чикаго Блэкхокс». В 2010 году выиграл в составе «Блэкхокс» Кубок Стэнли, хотя сыграл в плей-офф всего 20 минут (основным вратарём был финн Антти Ниеми). Первый французский хоккеист, выигравший Кубок Стэнли. Всего сыграл в НХЛ 272 матча и одержал 129 побед. В плей-офф сыграл 17 матчей, из которых выиграл 6.
В 1997—2017 годах выступал за сборную Франции. Участник Олимпийских игр 1998 и 2002 годов, олимпийской квалификации 2001 и 2005, 13 чемпионатов мира (1997—2000, 2004, 2008, 2011—2017), чемпионата мира в первом дивизионе 2001 года, юниорского чемпионата Европы в группе «Б» 1992, 1993 и молодёжного чемпионата мира в группе «Б» 1995. Завершил карьеру в национальной команде после мирового первенства 2017 года, которое проходило в Париже и Кёльне. В последнем матче с участием Юэ французы обыграли команду Словении. Тот же матч стал последним и для Лорана Мёнье.
21 марта 2018 года Юэ объявил о завершении карьеры игрока. Он выступал в составе «Лозанны» в чемпионате Швейцарии с сезона 2012/13 и 24 марта провёл свой последний матч.

## Награды
- Чемпион Франции: 1997/98 («Брюлёр де Лу»).
- Чемпион Швейцарии: 1998/99 («Лугано»).
- Роджер Крозьер Авард, 2006 («Монреаль Канадиенс»).
- Участник матча всех звёзд НХЛ (2007).
- Обладатель Кубка Стэнли 2010 в составе «Чикаго Блэкхокс».

## Статистика
| Сезон   | Команда             | Лига  | GP | Мин  | GA  | EN | SO | GAA  | W  | L  | T  | Svs  | Pct   |
| ------- | ------------------- | ----- | -- | ---- | --- | -- | -- | ---- | -- | -- | -- | ---- | ----- |
| 2000-01 | Lugano              | Swiss | 39 | 2365 | 77  | 0  | 6  | 1.95 | 0  | 0  | 0  | 0    | 0.000 |
| 2002-03 | Los Angeles Kings   | NHL   | 12 | 541  | 21  | 2  | 1  | 2.33 | 4  | 4  | 1  | 220  | 0.913 |
| 2002-03 | Manchester Monarchs | AHL   | 30 | 1784 | 68  | 1  | 1  | 2.29 | 16 | 8  | 5  | 800  | 0.922 |
| 2003-04 | Los Angeles Kings   | NHL   | 42 | 2199 | 89  | 7  | 3  | 2.43 | 10 | 16 | 10 | 872  | 0.907 |
| 2004-05 | Mannheim Eagles     | DEL   | 36 | 2001 | 93  | 0  | 1  | 2.79 | 0  | 0  | 0  | 1002 | 0.915 |
| 2005-06 | Hamilton Bulldogs   | AHL   | 4  | 237  | 15  | 1  | 0  | 3.79 | 0  | 4  | 0  | 94   | 0.862 |
| 2005-06 | Montreal Canadiens  | NHL   | 36 | 2103 | 77  | 1  | 7  | 2.20 | 18 | 11 | 4  | 1008 | 0.929 |
| 2006-07 | Montreal Canadiens  | NHL   | 42 | 2286 | 107 | 1  | 2  | 2.81 | 19 | 16 | 3  | 1173 | 0.916 |

- GP — сыгранные матчи.
- Мин — минуты, проведённые на поле.
- GA — пропущенные шайбы.
- EN — голы, забитые в пустые ворота.
- SO — матчи на «ноль» (без пропущенных шайб).
- GAA — среднее число пропускаемых за матч шайб.
- W, L, T — количество побед, поражений и ничьх, одержанных командой с этим вратарём.
- Svs — отражённые броски («сэйвы»).
- Pct — процент отражённых бросков.